# 春分之日
春分之日（日语：／ Shunbun no hi）是日本公眾假期之一，係根據昭和23年（1948年）所制定公布及施行的第178號法律《國民祝日相關法律》第178號，以天文觀測來選出一年春分之時的日子。通例是從3月20日至3月21日間。